# ان‌ام‌اس دلفینول
ان‌ام‌اس دلفینول (به انگلیسی: NMS Delfinul) یک زیردریایی است که طول آن ۶۸ متر (۲۲۳ فوت) می‌باشد. این زیردریایی در سال ۱۹۳۰ ساخته شد.